# Chloé Mazlo
Chloé Mazlo, född 15 oktober 1983 i utkanten av Paris, är en fransk konstnär, regissör, manusförfattare och skådespelerska. 
Hennes släkt kommer från Libanon och var juvelerare. Efter att ha studerat grafisk design specialiserade hon sig på att producera animerade filmer med olika tekniker. Hennes kortfilmer har valts ut till många franska och internationella filmfestivaler, sänts på TV (på kanalerna France 2 och Canal +) och prisbelönats flera gånger.
2020 regisserade hon sin första långfilm, Himmel över Libanon, med Alba Rohrwacher och Wajdi Mouawad i huvudrollerna. Den blev utvald till den 59:e kritikerveckan på filmfestivalen i Cannes 2020.